# INNA (álbum)
Inna (estilizado como INNA) é o quarto álbum de estúdio gravado pela cantora romena Inna. Foi lançado em 30 de outubro de 2015 pela Warner, enquanto uma versão japonesa do disco intitulada 
Body and the Sun foi disponibilizada em 23 de julho de 2015 pela Roton e Empire Music. A cantora colaborou com vários produtores, incluindo The Monsters and the Strangerz, Axident, Play & Win e Thomas Troelsen.
O disco inclui vários gêneros musicais, como dance-pop, deep house, electro house, electropop e música latina.
O título do álbum inicialmente seria Latinna, e também inclui singles promocionais que originalmente seriam destinados ao EP cancelado, Summer Days. Inna e Body and the Sun foram divulgados em turnês na Europa e no Japão. Sete singles foram oficialmente lançados para o álbum, incluindo "Cola Song" (2014) que fez sucesso na Europa e foi disco de platina na Espanha e "Diggy Down" (2014), que se tornou o terceiro single número um de Inna na Romênia.
Comercialmente, o álbum teve um sucesso menor nas paradas, alcançando a posição 157 no Japão e a posição 45 no México.

## Antecedentes e lançamento
Inna sugeriu pela primeira vez o lançamento de novas músicas ao enviar uma prévia de músicas inéditas em seu canal do YouTube em 18 de outubro de 2014; 
o vídeo incluía samples de "Bamboreea", "Jungle", "We Wanna", "Rendez Vous", "Danse avec moi" e "Hola". 
O álbum foi originalmente planejado para se chamar Latinna (estilizado como LatINNA ). Em entrevista ao Direct Lyrics em abril de 2014, 
a cantora disse que o título fazia alusão a "feeling Latinna" ( Latina ) e seu notável sucesso em territórios de língua espanhola.
O título do álbum foi alterado para "Inna" porque a artista "[sentiu] que era um título mais apropriado". O álbum inclui as canções "Take Me Higher", "Low", "Devil's Paradise", "Tell Me" e "Body and the Sun", que foram lançados como singles promocionais em 2014.
Inna gravou o disco dentro de um ano e em diversas cidades, como Barcelona , Ibiza , Los Angeles e Copenhague.
Inna foi lançado mundialmente em 30 de outubro de 2015 pela Warner Music. Uma versão digital e física também foram lançadas no México em 11 e 25 de março de 2016, respectivamente, pela Warner. 
Uma prensagem japonesa do disco, intitulada Body and the Sun, foi lançada digitalmente pela primeira vez em 23 de julho de 2015 pela Roton and Empire Music. Posteriormente, foi disponibilizado no Japão digitalmente e em CD pela Warner Music em 31 de julho de 2015 e 5 de agosto de 2015, respectivamente.
O site Pure Charts chamou o processo de lançamento do álbum de "caótico".

## Singles
O primeiro single do álbum, "Cola Song", contou com a participação do cantor colombiano J Balvin. Comercialmente, a faixa alcançou sucesso em toda a Europa e foi disco de platina pela PROMUSICAE após ter vendido 40.000 cópias na Espanha.
O segundo single, "Good Time", contou com a colaboração do rapper americano Pitbull. É uma faixa dance-pop, com trombetas e letras simples que foram rotuladas como "otimistas e entusiasmadas".
"Diggy Down" foi lançado como o terceiro single do álbum. A faixa alcançou a posição número um no Airplay 100 romeno, tornando-se o terceiro hit número um da cantora em seu país de origem.
Posteriormente, foi lançado "We Wanna" em parceria com Daddy Yankee e Alexandra Stan. Em seguida, foi a vez de "Bop Bop" em colaboração com o cantor americano
Eric Turner. Os dois últimos singles do álbum foram "Yalla" e "Rendez Vous".#MúsicaNueva ¡ INNA Prende La Red Y Lanza Canción En Árabe ! "Yalla" é uma canção dance-pop cantada em inglês e parcialmente em árabe, enquanto 
"Rendez Vous" contém elementos da canção de Mr. President "Coco Jamboo" (1996).

## Faixas
| Inna — Versão Padrão |                                         | |                                |         |  |
| N.º                  | Título                                  | Compositor(es) | Produtor(es)                   | Duração |  |
| 1.                   | "Heart Drop"                            | Marcus Lomax Jordan Johnson Stefan Johnson Clarence Coffee Scott Gold Whitney Phillips Erin Beck Marcel Botezan Radu Bolfea Sebastian Barac | The Monsters and the Strangerz | 3:00    |  |
| 2.                   | "Bamborea (com J-Son)"                  | Breyan Issac Corey Chorus Sebastian Barac Marcel Botezan Andreas Schuller                                                                   | Axident                        | 3:30    |  |
| 3.                   | "Bad Boys"                              | Marcel Botezan Sebastian Barac Theea Miculescu                                                                                              | Play & Win                     | 2:46    |  |
| 4.                   | "Too Sexy"                              | Andreas Schuller Sebastian Barac Radu Bolfea Corey Gibson Christopher Fairbrass Richard Fairbrass Robert Manzoli Breyan Isaac Remee Jackman | Axident                        | 3:17    |  |
| 5.                   | "Bop Bop (com Eric Turner)"             | Thomas Troelsen Marcel Botezan Sebastian Barac Carl Bjorsell J-Son Eric Turner                                                              | Thomas Troelsen                | 3:24    |  |
| 6.                   | "Rendez Vous"                           | Thomas Troelsen Andreas Schuller Kai Matthiesen Delroy Rennals Ilsey Juber Rainer Gaffrey                                                   | Thomas Troelsen Axident        | 3:08    |  |
| 7.                   | "Yalla"                                 | Marcel Botezan Sebastian Barac Nadir Tamuz Augustin Elena Alexandra Apostoleanu                                                             | Play & Win                     | 2:51    |  |
| 8.                   | "Walking to the Sun"                    | Marcel Botezan Sebastian Barac Thomas Troelsen                                                                                              | Marcel Botezan Sebastian Barac | 3:31    |  |
| 9.                   | "Fool Me"                               | Marcel Botezan Sebastian Barac Eric Turner                                                                                                  | Marcel Botezan Sebastian Barac | 3:15    |  |
| 10.                  | "Body and the Sun"                      | Andreas Schuller Thomas Troelsen Corey Gibson Sebastian Barac Radu Bolfea                                                                   | Axident Thomas Troelsen        | 3:28    |  |
| 11.                  | "Salinas Skies"                         | Andreas Schuller Wayne Hector | Axident                        | 3:42    |  |
| 12.                  | "Devil's Paradise"                      | Marcel Botezan, Radu Bolfea, Sebastian Barac, Corey Gibson                                                                                  | Play & Win                     | 2:12    |  |
| 13.                  | "Diggy Down (com Marian Hill)"          | Marcel Botezan Radu Bolfea Sebastian Barac Ilsey Juber Marian Hill Vlad Lucan                                                               | Vlad Lucan                     | 3:11    |  |
| 14.                  | "Low"                                   | Marcel Botezan Radu Bolfea Sebastian Barac Georgia Overton Erin Beck                                                                        | Play & Win                     | 3:41    |  |
| 15.                  | "Tell Me"                               | Marcel Botezan Radu Bolfea Sebastian Barac Corey Chorus Breyan Isaac                                                                        | Play & Win                     | 3:26    |  |
| 16.                  | "Diggy Down (Versão Piano)"             | Marcel Botezan Radu Bolfea Sebastian Barac Ilsey Juber Marian Hill Vlad Lucan                                                               | Vlad Lucan                     | 2:48    |  |
| 17.                  | "Sun Goes Up"                           | Marcel Botezan Sebastian Barac Thomas Troelsen Elena Alexandra Apostoleanu                                                                  | Marcel Botezan Sebastian Barac | 3:31    |  |
| 18.                  | "Summer in December (Morandi com Inna)" | Marius Moga Andrei Ştefan | Morandi                        | 3:16    |  |
| Duração total:       | Duração total:                          | Duração total: | Duração total:                 | 58:05   |  |

| Body and the Sun — Versão Japonesa |                                         | |                                |         |  |
| N.º                                | Título                                  | Compositor(es) | Produtor(es)                   | Duração |  |
| 1.                                 | "Too Sexy"                              | Andreas Schuller Sebastian Barac Radu Bolfea Corey Gibson Christopher Fairbrass Richard Fairbrass Robert Manzoli Breyan Isaac Remee Jackman | Axident                        | 3:17    |  |
| 2.                                 | "Bop Bop (com Eric Turner)"             | Thomas Troelsen Marcel Botezan Sebastian Barac Carl Bjorsell J-Son Eric Turner                                                              | Thomas Troelsen                | 3:21    |  |
| 3.                                 | "Rendez Vous"                           | Thomas Troelsen Andreas Schuller Kai Matthiesen Delroy Rennals Ilsey Juber Rainer Gaffrey                                                   | Thomas Troelsen Axident        | 3:09    |  |
| 4.                                 | "Cola Song (com J Balvin)"              | Breyan Isaac Andrew Frampton Andreas Schuller José Álvaro Osorio Balvín Thomas Joseph Rozdilsky                                             | TJR Axident J Balvin           | 3:18    |  |
| 5.                                 | "Yalla"                                 | Marcel Botezan Sebastian Barac Nadir Tamuz Augustin Elena Alexandra Apostoleanu                                                             | Play & Win                     | 2:51    |  |
| 6.                                 | "Walking to the Sun"                    | Marcel Botezan Sebastian Barac Thomas Troelsen                                                                                              | Marcel Botezan Sebastian Barac | 3:31    |  |
| 7.                                 | "Fool Me"                               | Marcel Botezan Sebastian Barac Eric Turner                                                                                                  | Marcel Botezan Sebastian Barac | 3:33    |  |
| 8.                                 | "Body and the Sun"                      | Andreas Schuller Thomas Troelsen Corey Gibson Sebastian Barac Radu Bolfea                                                                   | Axident Thomas Troelsen        | 3:29    |  |
| 9.                                 | "Salinas Skies"                         | Andreas Schuller Wayne Hector | Axident                        | 3:44    |  |
| 10.                                | "Devil's Paradise"                      | Marcel Botezan, Radu Bolfea, Sebastian Barac, Corey Gibson                                                                                  | Play & Win                     | 2:13    |  |
| 11.                                | "Diggy Down (com Marian Hill)"          | Marcel Botezan Radu Bolfea Sebastian Barac Ilsey Juber Marian Hill Vlad Lucan                                                               | Vlad Lucan                     | 3:10    |  |
| 12.                                | "Low"                                   | Marcel Botezan Radu Bolfea Sebastian Barac Georgia Overton Erin Beck                                                                        | Play & Win                     | 3:38    |  |
| 13.                                | "Tell Me"                               | Marcel Botezan Radu Bolfea Sebastian Barac Corey Chorus Breyan Isaac                                                                        | Play & Win                     | 3:26    |  |
| 14.                                | "Diggy Down (Versão Piano)"             | Marcel Botezan Radu Bolfea Sebastian Barac Ilsey Juber Marian Hill Vlad Lucan                                                               | Vlad Lucan                     | 2:48    |  |
| 15.                                | "Sun Goes Up"                           | M | Marcel Botezan Sebastian Barac | 3:31    |  |
| 16.                                | "Take Me Higher"                        | Marcel Botezan Radu Bolfea Sebastian Barac                                                                                                  | Play & Win                     | 2:58    |  |
| 17.                                | "Good Time (com Pitbull)"               | Steve Mac , Ina Wroldsen , Armando C. Perez                                                                                                 | Steve Mac                      | 3:23    |  |
| 18.                                | "Summer in December (Morandi com Inna)" | Marius Moga Andrei Ştefan | Morandi                        | 3:16    |  |
| 19.                                | "Take Me Higher (Embody Remix)"         | Marcel Botezan Radu Bolfea Sebastian Barac                                                                                                  | Play & Win                     | 4:58    |  |
| Duração total:                     | Duração total:                          | Duração total: | Duração total:                 | 57:28   |  |

## Histórico de Lançamento
| Região                  | Data                | Formato          | Gravadora      |
| ----------------------- | ------------------- | ---------------- | -------------- |
| versão Body and the Sun |                     |                  |                |
| Mundo                   | 23 de julho de 2015 | Download digital | Roton / Empire |
| Japão                   | 31 de julho 2015    | Download digital | Warner         |
| Japão                   | 5 de agosto de 2015 | CD               | Warner         |
| versão Inna             |                     |                  |                |
| Mundo                   | 30 de outubro 2015  | Download digital | Warner         |
| Turquia                 | 6 de novembro 2015  | Download digital | Yeni Dünya     |
| Turquia                 | 29 de abril de 2016 | CD               | Yeni Dünya     |
| México                  | 11 de março de 2016 | Download digital | Warner         |
| México                  | 25 de março 2016    | CD               | Warner         |